# ريكاردو أوليفيرا
ريكاردو جوزيه دونيلا ليما دي أوليفيرا (بالبرتغالية: Ricardo José Dognella Lima de Oliveira‏) (مواليد 6 مايو 1980، في ساو باولو) لاعب كرة قدم برازيلي سابق، بدأ أوليفيرا مسيرته الكروية مع نادي بورتوغيزا البرازيلي في عام 2000، حيث لعب لهم 46 مباراة وسجل فيها 23 هدف، وانتقل بعدها إلى نادي سانتوس في موسم 2002/2003، ولعب لهم 34 مباراة وسجل فيها 22 هدف، مما أدى إلى لفت أنظار الأندية الأوروبية، فانتقل إلى نادي فالنسيا الإسباني في موسم 2003/2004، واستطاع أن يفوز معهم بلقب الدوري الإسباني وكأس الاتحاد الأوروبي، ولكنه لم يشارك كثيرا مع النادي حيث لعب 27 مباراة كان أغلبها احتياطيا وسجل فيها 9 أهداف.
و في عام 2004 انتقل إلى نادي ريال بيتيس، حيث أبدع معهم وأصبح أحد أعمدة الفريق، وساعدهم على الفوز بكأس ملك إسبانيا، وقاد الفريق إلى التأهل إلى بطولة دوري أبطال أوروبا، وسجل أول هدف له في تلك المسابقة أمام نادي أندرلخت، وساعد الفريق على الفوز على نادي تشيلسي الإنجليزي، ولكنه أصيب ركبته مما اضطره إلى الابتعاد عن الملاعب لمدة طويلة، وبعد عودته أعارة نادي ريال بيتيس إلى نادي ساو باولو، وساعدهم على الوصول إلى نهائي كأس ليبرتادوريس ولكنهم خسروا أمام فريق انترناسيونال. وفي 31 أغسطس 2006 انتقل ريكاردو أوليفيرا إلى نادي إيه سي ميلان في صفقه تضمنت اللاعب السويسري يوهان فوغل و 15 مليون يورو، في عقد مدته خمسة أعوام وفي أول مباراة لة مع المبلان قدم مستوى متميز امام لاتسيو ولكن سرعان ماقل مجهودة وأصبح جليس لدكة البدلاء الميلانية وبعدها تتمت اعارته إلى فريق ريال سرقسطة الأسباني في موسم 2007
وكان أوليفيرا قد شارك مع منتخب البرازيل لكرة القدم في كوبا أمريكا 2004 وكأس القارات 2005 وقد حقق لقبيهما، ولكنه لم يشارك في كأس العالم لكرة القدم 2006 بسبب تعرضه لإصابة في الركبة.

## نادي الجزيرة
في 2 سبتمبر، 2009 أعلن نادي الجزيرة رسمياً التعاقد مع ريكاردو ليصبح أغلى لاعب في تاريخ الدوري الإماراتي وفي منطقة الخليج. قادم من ريال بيتيس الأسباني بـ 20 مليون يورو 
1
- سجل 41 هدف في موسم واحد 2011-2012 مع نادي الجزيرة .
- هداف كأس آسيا للأندية لعام 2012 مع نادي الجزيرة .
- مرشح لجائزة أفضل لاعب أجنبي في قارة آسيا لعام 2012 مع نادي الجزيرة .

## روابط خارجية
- ريكاردو أوليفيرا على موقع الاتحاد الدولي (مؤرشف)  (الإنجليزية)
- ريكاردو أوليفيرا على موقع قاعدة بيانات كرة القدم.إي يو (الإنجليزية)
- ريكاردو أوليفيرا على موقع بيانات كرة القدم. دي إي (الألمانية)
- ريكاردو أوليفيرا على موقع ليكيب (الفرنسية)
- ريكاردو أوليفيرا على موقع ناشيونال فوتبول تيمز (الإنجليزية)
- ريكاردو أوليفيرا على موقع Soccerway.com (الإنجليزية)
- ريكاردو أوليفيرا على موقع عالم كرة القدم.نت (الإنجليزية)
- ريكاردو أوليفيرا على موقع AS.com (الإسبانية)